# Autentificare multifactor
Autentificarea multifactor (MFA; care cuprinde autentificarea cu doi factori sau 2FA) este o metodă de autentificare electronică în care unui utilizator al sistemului de calcul la care dorește să aibă acces i se premite acest acces numai după prezentarea cu succes a două sau mai multe dovezi (sau factori) la un mecanism de autentificare: cunoaștere (ceva ce știe doar utilizatorul), posesie (ceva ce are doar utilizatorul) și inerență (ceva ce este doar utilizatorul sau o parte a lui). MFA protejează utilizatorul de o persoană necunoscută care încearcă să-i acceseze datele, cum ar fi detalii de identificare personală sau active financiare.

## Legislație și reglementare
Standardul de securitate a datelor pentru industria cardurilor de plăți (PCI), cerința 8.3, necesită utilizarea MFA pentru toate accesele la rețea de la distanță care provin din afara rețelei către un mediu de date de card (CDE). Începând cu PCI-DSS versiunea 3.2, utilizarea MFA este necesară pentru întregul acces administrativ la CDE, chiar dacă utilizatorul se află într-o rețea de încredere.

## Brevet
În 2013, Kim Dotcom a susținut că a inventat autentificarea cu doi factori într-un brevet din 2000 și a amenințat pentru scurt timp că va da în judecată toate serviciile web majore. Cu toate acestea, Oficiul European de Brevete i-a revocat brevetul în folosul unui brevet american anterior din 1998 deținut de AT&T.